# Stilul brâncovenesc
Termenii stil brâncovenesc sau artă brâncovenească caracterizează în istoriografia română de artă, arhitectura și artele plastice în Țara Românească din timpul domniei lui Constantin Brâncoveanu (1688-1714). Deoarece această epocă a influențat în mod hotărâtor evoluțiile de mai târziu, termenul se folosește prin extensie și pentru a descrie operele de artă din vremea primilor Mavrocordați, până către 1730. 
Istoricii de artă caracterizează uneori stilul prin analogie cu Renașterea apuseană, datorită structurilor sale clare, raționaliste, dar exuberanța lui decorativă permite și folosirea termenului de Baroc brâncovenesc.

## Context istoric și cultural
Mișcarea cărturărească care ia ființă în Moldova secolului al XVII-lea, influențată prin intermediul polonez de umanismul european, este una din premizele apariției stilului brâncovenesc, caracterizat prin recepția barocului apusean și programe artistice unitare. Bazele înfloririi din epoca brâncovenească au fost puse în timpul celor două decenii de domnie a lui Matei Basarab (1632-1654), care asigurase Țării Românești o anumită stabilitate politică și favorizase dezvoltarea artelor. Printre cele mai importante edificii ale epocii lui Matei Basarab se numără biserica Mănăstirii Arnota (1633), biserica Schitului Crasna-Gorj (1636), biserica Schitului Topolnița-Mehedinți (1646), precum și ansamblurile monastice de la Căldărușani (1638) și Brebu (1640-1650), ctitorii care continuă evoluția arhitecturii muntenești prin preluări ale formelor gotice moldovenești, fără a depăși însă un orizont provincial. O excepție din punct de vedere calitativ și programatic o constituie casa de piatră a cărturarului Udriște Năsturel de la Herăști (jud. Ilfov), care interpretează în stil oriental elemente ale Renașterii italiene.

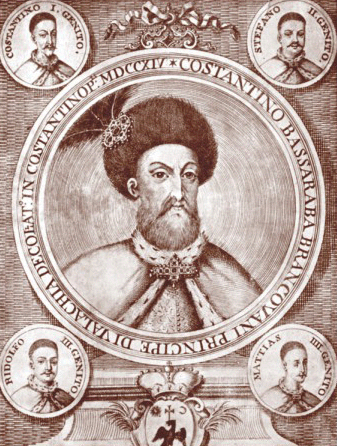
Portretul lui Constantin Brâncoveanu de Alessandro dalla Via

În perioada care a urmat s-a dezvoltat mai ales arhitectura conacelor boierești. Această evoluție a corespuns acumulării puterii în mâinile marii boierimi în al treilea sfert al secolului al XVII-lea, în detrimentul urmașilor lui Matei Basarab. Conace precum cele de la Dobreni, Mironești din Gostinari (jud. Ilfov), Golești (jud. Argeș), Filipești, Măgureni (jud. Prahova) sau de la Băjești, concepute după modelul reședințelor princiare din Constantinopol, vor crea o paradigmă a edificiului reprezentativ muntenesc, caracterizată atât printr-o înaltă calitate a materialelor și prelucrării cât și prin situarea pitorească, în mijlocul unor parcuri și în apropierea râurilor și heleșteielor. Cea din urmă caracteristică va influența dezvoltarea ulterioară a arcadelor și pridvoarelor ca elemente ale deschiderii spre natură. Despre restul edificiilor civile ale vremii se știe din păcate prea puțin. Casele de la Măgureni, construite între 1666 și 1667 de Păuna, soția spătarului Drăghici Cantacuzino, relevă faptul că și arhitectura de dimensiuni mai restrânse se orienta după modelul dat de reședințele domnești. Casele erau finisate foarte îngrijit, cu decorații în stuc de tip levantin, și aveau loggii de inspirație italiană. Aceste elemente vestice au pătruns probabil din Transilvania în Țara Românească. Atât recepția elementelor orientale cât și a celor nord-italiene a fost înlesnită de numeroase călătorii, prin care boierimea valahă descoperise pe lângă Orientul Apropiat, Grecia și Peninsula Balcanică mai ales Italia. Exemplul cel mai grăitor pentru această deschidere este cel al marelui cărturar Constantin Cantacuzino, format la școlile din Constantinopol și Padova, care ajunsese să joace un rol central în politica Țării Românești din ultimul sfert al secolului al XVII-lea. Acea perioadă tulbure, caracterizată de ascensiunea Cantacuzinilor și a altor familii boierești, înlesnise răspândirea idealului umanist în cultură, promovat tocmai de acești "oameni noi". Elitele politice își manifestă mai puternic interesul pentru arta apuseană și sunt la rândul lor descoperite de portretiștii italieni și flamanzi. Gravori specializați în portretistică îi consacraseră deja lui Mihai Viteazul ca principe de rang european mai multe portrete, începând cu domnia lui Matei Basarab majoritatea domnilor români sunt reprezentați de artiști apuseni în postura tipică monarhilor din epoca barocului timpuriu, cu elemente orientale în vestimentație. Astfel îl reprezintă pe Constantin Brâncoveanu veronezul Alessandro dalla Via, activ la Veneția. În epoca lui Matei Basarab apăruseră în Țara Românească primele teme istorice în pictură, în general se acordă acum și în arta românească mai multă atenție reprezentării figurii umane. În același timp se produce o reevaluare a statutului artistului, meșterii autohtoni ies pentru prima oară din anonimat. 

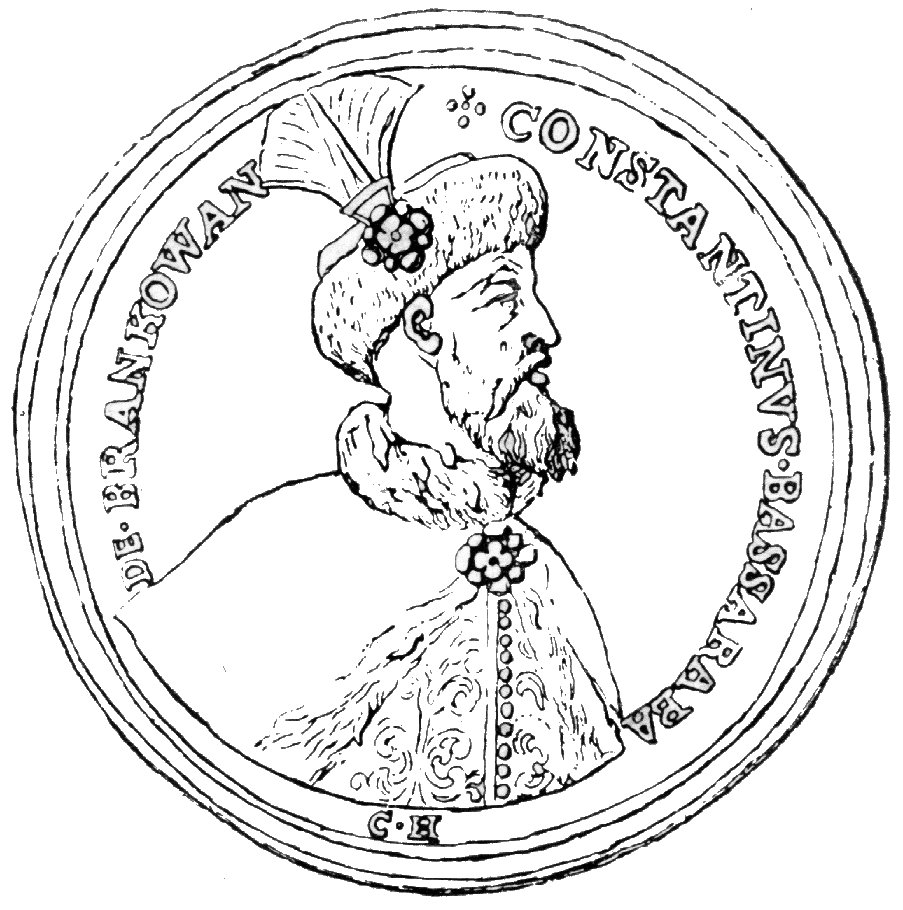
Constantin Brâncoveanu. Desen calchiat de pe aversul unei medalii jubiliare din 1713 (d=48 mm)

După urcarea pe tron a liniei familiei Cantacuzino edificiul reprezentativ a continuat să fie palatul. Domnitorii Șerban Cantacuzino și Constantin Brâncoveanu s-au remarcat însă și prin numeroase ctitorii de biserici și mănăstiri. Inițial arhitectura sacrală s-a orientat după modelul dat de biserica Mănăstirii Dealu, având drept caracteristici planul triconc și sistemul decorării fațadelor cu arcaturi. Deja acel edificiu de la începutul secolului al XVI-lea denotă predilecția pentru siluete elansate care va caracteriza apoi arta brâncovenească. Gustul mai rafinat al epocii a dus la înlocuirea treptată a stâlpilor voluminoși de cărămidă cu elegante colonade de piatră. În timpul domniei lui Brâncoveanu activitatea de construcție s-a intensificat. Patronatul domnitorului nu s-a limitat doar la Țara Românească, daniile sale au fost destinate și Mănăstirii Sf. Ecaterina de pe Muntele Sinai, unor biserici din Ierusalim, Liban, Epir și mănăstirilor de pe Muntele Athos. Prima tiparniță cu litere mobile din Caucaz provine din Țara Românească, prin mijlocirea lui Antim Ivireanul. Ilustrul voievod se afla în corespondență cu Ludovic al XIV-lea, Petru cel Mare, papa Clement al XI-lea și cu împărații de la Viena Leopold I, Iosif I și Carol al VI-lea. Din 1695 Brâncoveanu poartă titlui de principe al Sfântului Imperiu Roman de Națiune Germană cu armoarii proprii, demnitate confirmată în 1706, și se imortalizează în 1713 în medalioane de aur și argint cu inscripții latine asemenea unui suveran independent, atitudine care va scandaliza Înalta Poartă și va contribui, un an mai târziu, la sfârșitul Brâncovenilor. Inscripția "Dei Gratia Sacri Romani Imperii et Valachiae Transalpinae Princeps" de pe un clopot al Mănăstirii Gura Motrului confirmă mândria domnitorului pentru această poziție de rang european.

## Arhitectura
Stilul brâncovenesc se distinge prin expresivitatea conferită de volumele arhitectonice ale scărilor exterioare, ale foișoarelor sau loggiilor, care variază în mod pitoresc aspectul fațadelor. Sistemul tradițional al decorării cu arcaturi de ciubuce mai este încă aplicat, dar ornamentica bogată a ancadramentelor, a coloanelor și a balustradelor trădează prin motivele vegetale compuse în vrejuri influența barocă. Proporțiile devin mai zvelte și mai armonioase, ele dovedesc o mai grijulie elaborare a planurilor. Atât decorul cât și spațiile libere, structurate de coloane, neagă masivitatea formelor arhitectonice; pridvorul deschis ajunge de exemplu a fi un element reprezentativ al clădirilor. Boltirea se face de obicei în semicilindru sau cu cupole semisferice. Decorul poate fi sculptat din piatră sau aplicat sub forma unor reliefuri din stuc. În decorația din piatră predomină motivele florale, în stuc sunt des întâlnite ornamente de tip oriental. 

### Palate

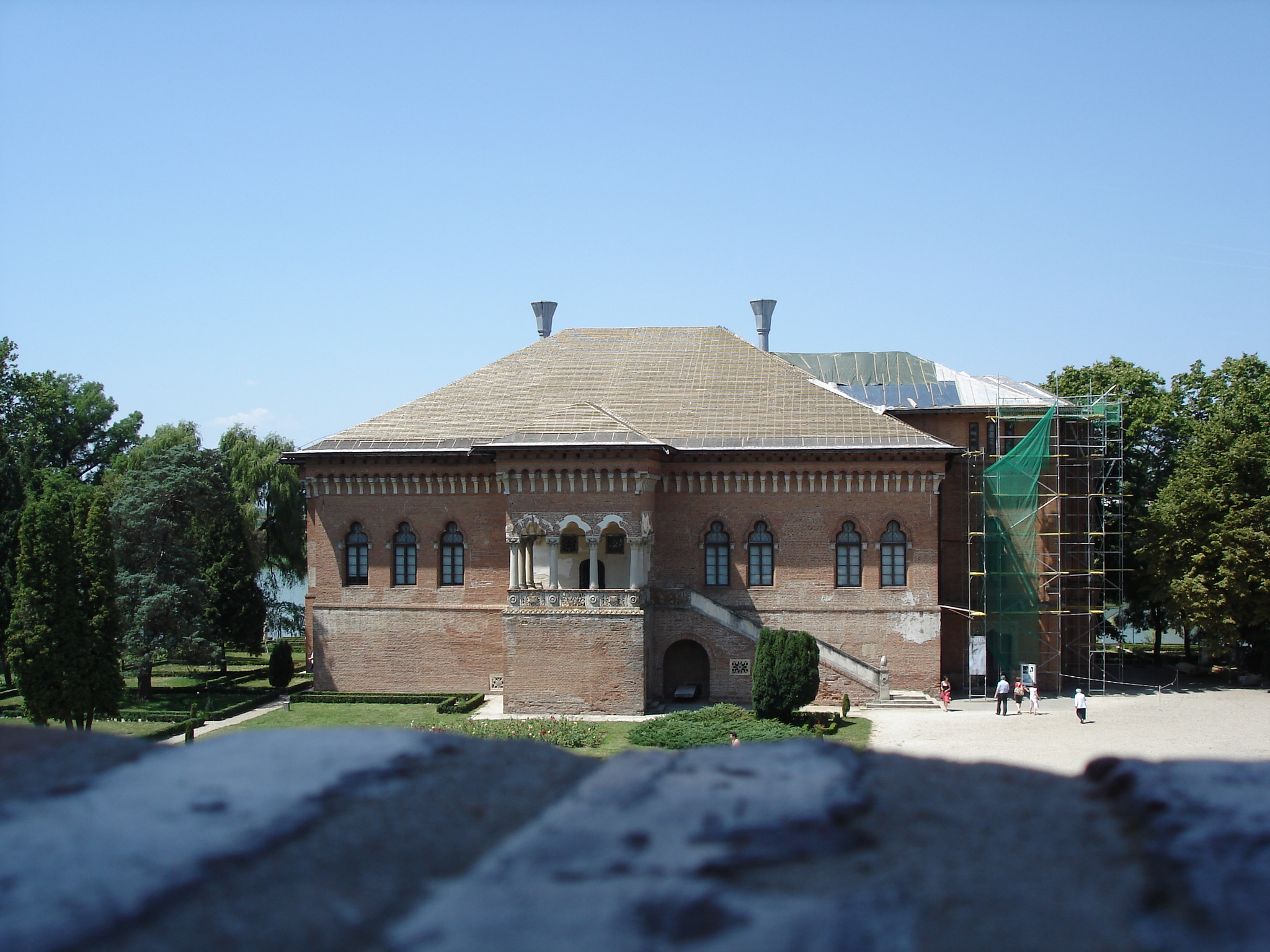
Palatul Mogoșoaia

Palatele au fost ridicate în epoca brâncovenească mai ales în apropierea unor pânze de apă, în cadrul unor incinte rectangulare. Poarta și anexele gospodărești sunt îndeobște situate pe latura opusă reședinței, care este organizată pe două niveluri, deasupra unor pivnițe înalte. Soclul clădirilor include de obicei și parterul. Palatele au pe latura dinspre curte un foișor cu scară, pe latura dinspre lac o loggie. Dotate cu aducții de apă, cu băi și grupuri sanitare, reședințele domnești ofereau un confort nemaiîntâlnit până atunci. 
- Reședința de vară a domnitorului Constantin Brâncoveanu în Potlogi (1698)
- Palatul Mogoșoaia (1702) în București, restaurat și modificat de Martha Bibescu
- Vechiul Palat Mitropolitan (1654-1708), în București
- Castelul Brâncoveanu din Sâmbăta de Sus, sfârșitul secolului al XVIII-lea; restaurat în secolul al XXI-lea.

### Biserici

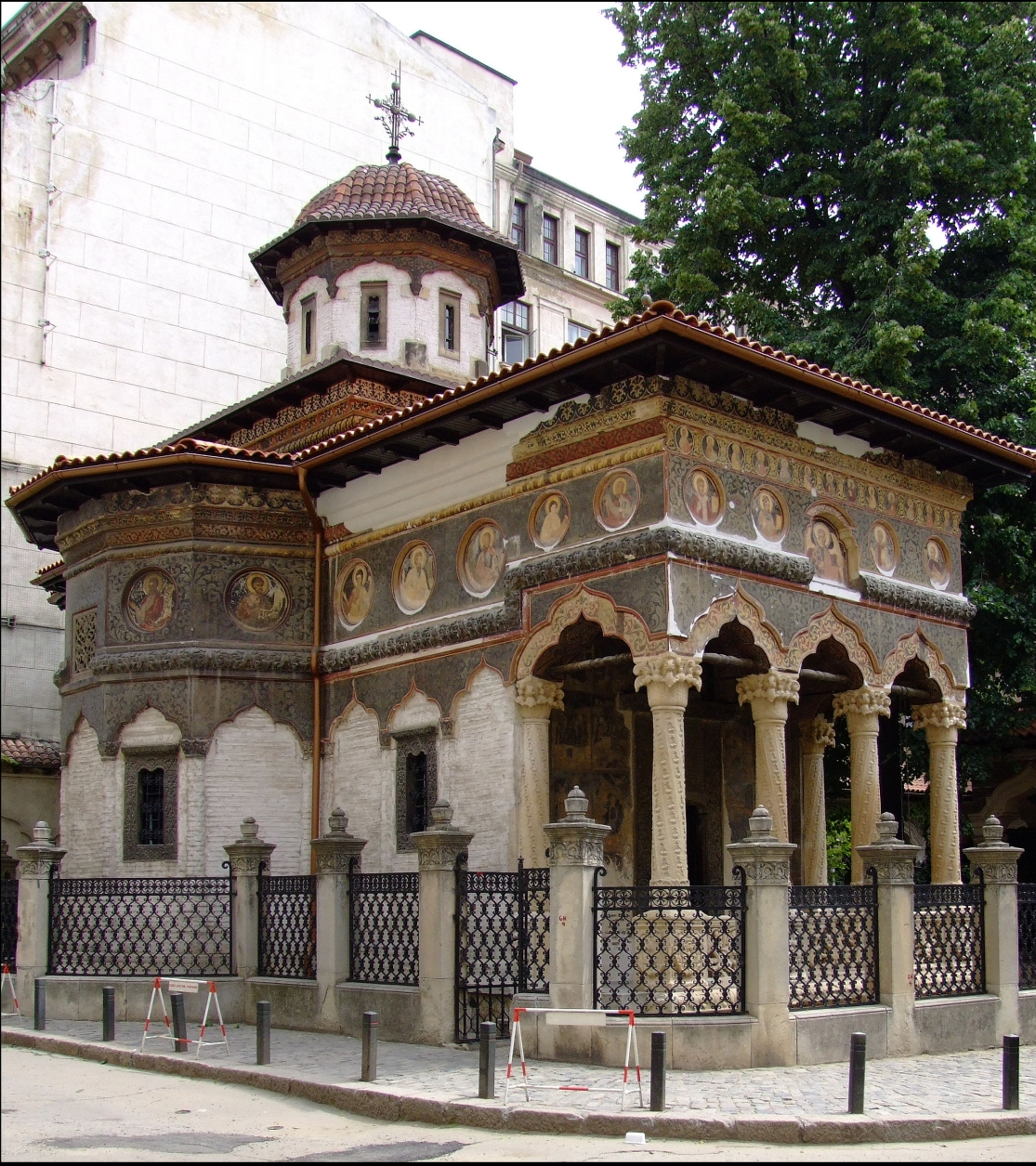
Biserica Stavropoleos

Exteriorul lăcașelor de cult corespunde prin decorul bogat iconostaselor din interior, împodobite dens cu reliefuri. 
- Catedrala Patriarhiei în București (1655-1685) reprezintă faza premergătoare stilului brâncovenesc din timpul domniei lui Șerban Cantacuzino.
- Biserica fostei mănăstiri Adormirea Maicii Domnului (1691-1697) în Râmnicu Sărat
- Biserica Adormirea Maicii Domnului în Bordești, jud. Vrancea (1698-1699)
- Biserica Sf. Gheorghe Nou (1698-1707) în București
- Biserica Fundenii Doamnei (1699) în București
- Biserica fostei mănăstiri în Baia de Aramă (1699)
- Biserica Vădeni (1700) în Târgu Jiu
- Biserica Colțea (1702) în București
- Biserica Mănăstirii Antim (1713-1715) în București
- Biserica Stavropoleos (1724-1730) în București

### Mănăstiri

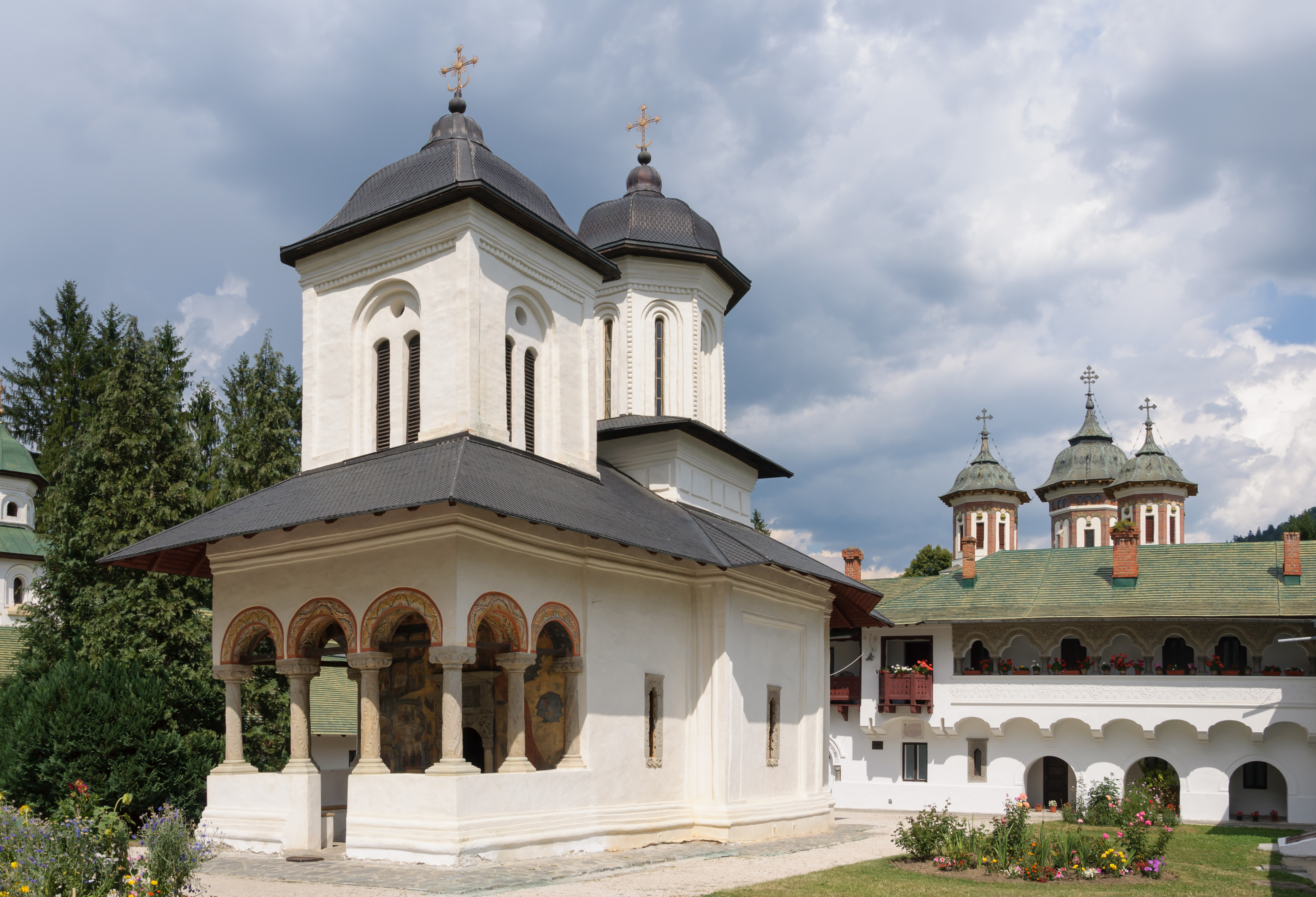
Biserica veche "Adormirea Maicii Domnului" a Mănăstirii Sinaia

Mănăstirile Horezu și Văcărești, tipice pentru ansamblurile brâncovenești, sunt orientate pe axa est-vest. 
- Mănăstirea Cotroceni (1679), București, demolată în 1985.
- Mănăstirea Sinaia (1690-1695)
- Mănăstirea Horezu (1690-1702), unul din cele mai ambițioase proiecte ale epocii brâncovenești. Prin dimensiunile impozante și mai ales prin concepția unitară acest proiect este revoluționar pentru artele vechi românești. Întregul complex este subordonat principiilor de simetrie tipice renașterii italiene, denotate atât de organizarea volumelor arhitectonice pe axa principală est-vest cât și de proporțiile echilibrate până în detaliu ale arhitecturii. Chiar în centrul incintei se înalță silueta zveltă a bisericii, care se bazează planimetric și spațial pe modelul dat de Biserica episcopală a Curții de Argeș. Meșterii care au contribuit la decorul bisericii sunt imortalizați într-un tablou votiv din pridvorul lăcașului de cult, ei ies din anonimatul medieval.
- Mănăstirea Berca (1694)
- Mănăstirea Mamu (1696)
- Mănăstirea Govora (1701-1702)
- Mănăstirea Surpatele (1706)
- Mănăstirea Antim (1713-1715), București
- Mănăstirea Văcărești (1716-1722), București, demolată între 1984 și 1986.
- Mănăstirea Brâncoveanu din Sâmbăta de Sus, județul Brașov, din secolul al XVII-lea, demolată în secolul al XVIII-lea, refăcută în secolul al XX-lea.

## Pictura

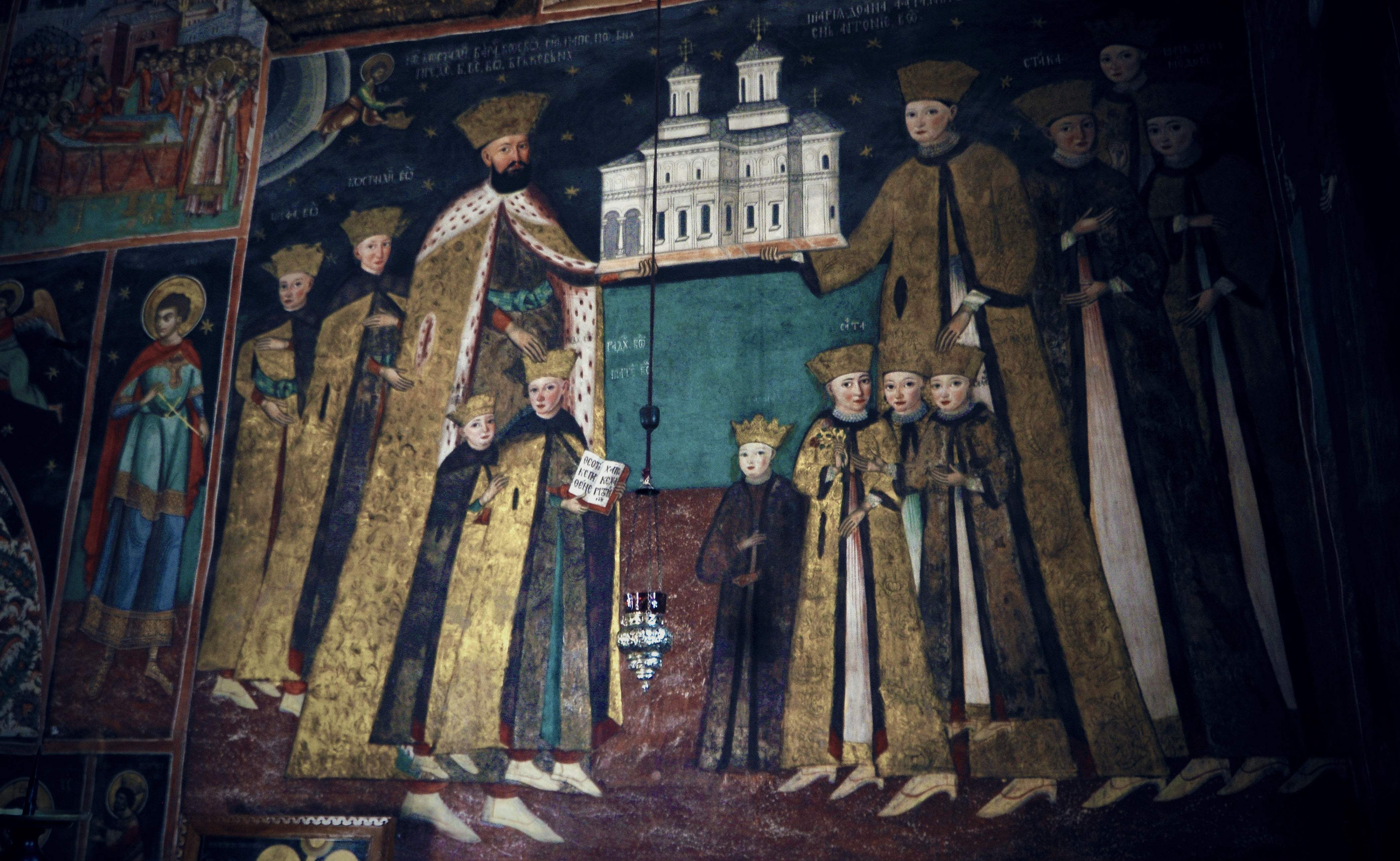
Constantin Brâncoveanu și familia, frescă din 1709 de la Mănăstirea Hurezi

În pictura epocii pătrund pentru prima oară subiecte laice, portretul de exemplu, reprezentat în serie în vaste galerii de caracter votiv, sau compoziții istorice precum Călătoria lui Brâncoveanu la Constantinopol din Palatul Mogoșoaia, în timp ce subiectele religioase tradiționale sunt îmbogățite de noi teme iconografice, preluate datorită răspândirii culturii scrise din scrierile apocrife și din literatura patristică. Nouă este și tendința spre un stil narativ, în pofida caracterului monumental-reprezentativ al picturilor. Aceasta se făcuse pentru prima oară simțită în pictura moldovenească, la Sucevița. Elementele decorative care abundă în ornamentica monumentală se întâlnesc și în mediul picturii. Școala principală de pictură brâncovenească este cea de la Mănăstirea Hurezi, reprezentanți de seamă ai stilului sunt Pârvu Mutu și zugravul Constantinos. 
Cea mai puternică influență care îmbogățește tradiția post-bizantină a epocii este exercitată de către așa-numita Școală Italo-cretană. Temele iconografice sunt influențate și de pictura apuseană.
Capodopere ale stilului brâncovenesc în pictură sunt:
- Decorul bisericii Doamnei din București (1688-1689, executat de zugravul grec Constantinos în colaborare cu Ioan)
- Picturile murale ale Mănăstirii Hurezi (1692-1694) reprezintă capodopera picturii brâncovenești. Deși se pot distinge atât documentar cât și stilistic mai multe mâini care au contribuit la ansamblu, întregul decor este subordonat unei concepții unitare. Meșterul principal a fost Constantinos.
- Tabloul votiv al familiei Cantacuzino executat de Pârvu Mutu la Filipeștii de Pădure (1692).

## Sculptura

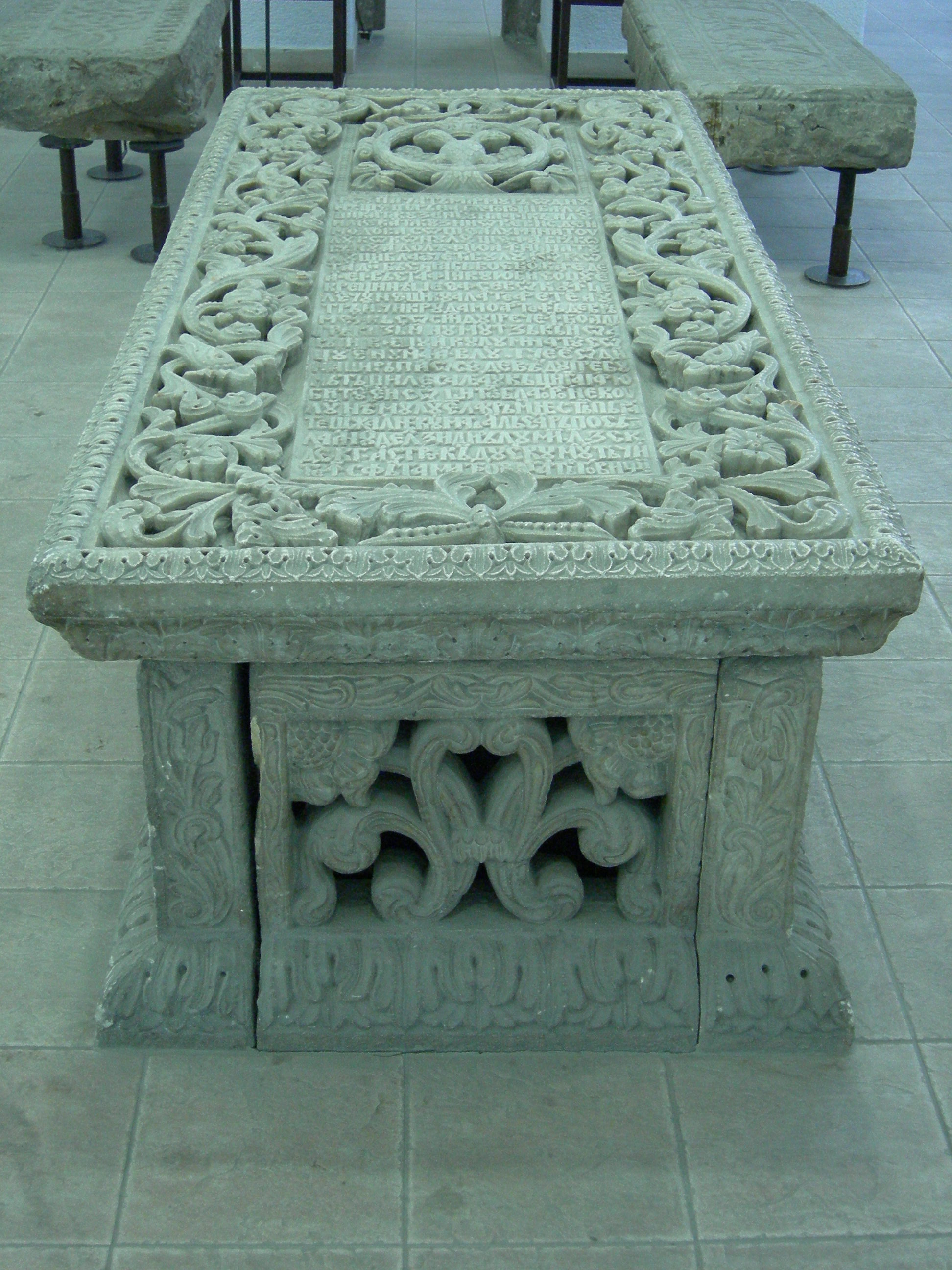
Sarcofagul Bălașei Cantacuzino de la Târgoviște (1711), păstrat în Muzeul Național de Istorie a României

Sculptura este precum în perioada medievală subordonată arhitecturii, de care se leagă organic. Sculptura decorativ-monumentală acoperă dens ancadramentele ușilor și ferestrelor, precum și coloanele. Ea este supusă unei puternice influențe baroce, care duce la dominanța motivelor vegetale compuse în vrejuri. Elementele barocului apusean sunt însă integrate organic în arta autohtonă, dinamismul excentric care caracterizează arta contrareformei lipsește bunăoară. În epoca brâncovenească apar primele motive antropomorfe, de exemplu în ornamentica în basorelief a bisericilor bucureștene Fundenii Doamnei (1699), Colțea (1700) și Stavropoleos (1724-1730), sau în cea a bisericii fostei mănăstiri Berca și a bisericii fostei mănăstiri Văcărești. În decursul secolului al XVIII-lea sculptura monumentală de tradiție brâncovenească a parcurs un proces continuu de bastardizare, evident de pildă în decorul bisericilor din Brădești, Dolj, și Baia de Fier, sau în cel al bisericii Schitului Balamuci.
Influența barocă se manifestă și în decorul care se dezvoltă tot mai abundent pe bordurile pietrelor funerare. Acestea sunt adesea evidențiate prin stemele de familie, inscripția fiind de obicei așezată într-un registru central, ca de pildă în cazul pietrelor funerare ale lui Iordache și Matei Cantacuzino, la Cotroceni, ale Bălașei Cantacuzino și patriarhului Dionisie (ambele la Târgoviște).
În sculptura în lemn predomină ornamentul floral, de remarcat la ușile bisericii mănăstirii Horezu și la cele ale Bisericii Stavropoleos din București. În cazul iconostaselor sunt frecvente motivele fitomorfe, uneori cu figuri de animale, dar se întâlnește și reprezentarea lui Ieseu.

## Artele decorative
Artele decorative înfloresc în epoca brâncovenească. Deosebite sunt realizările din domeniul argintăriei, din cel al lemnului sculptat și al broderiei.